# Piper distichum
Piper distichum är en pepparväxtart som beskrevs av Trel. & Yunck.. Piper distichum ingår i släktet Piper och familjen pepparväxter. Inga underarter finns listade i Catalogue of Life.